# Яструб великий
Я́струб вели́кий (Astur gentilis, раніше — Accipiter gentilis) — хижий птах роду яструб родини яструбових ряду Яструбоподібні. В Україні гніздовий, кочовий, зимуючий вид.

## Назви
Яструб великий має також інші синонімічні назви — яструб голуб'ятник (Шарлемань, 1927).

## Морфологічні ознаки
За розміром дещо більший від сірої ворони. Виражений статевий диморфізм — самиці більші за самців. Забарвлення верху тіла темне, сіро-буре, нижня частина білувата з поперечними сірими смужками. У дорослого самця над очима виражені білі «брови». Колір очей у дорослих особин червоний або червоно-коричневий, у молодих особин — яскраво-жовтий. У молодих птахів верхня частина, голова і зовнішня частина крил бурі, груди білі з вертикальними бурими смугами.
Маса самців 630—1100 г, довжина в середньому 55 см, розмах крил 98—104 см. Самиці трохи більші: маса — 860—1360 г, довжина — 61 см, розмах крил — 105—115 см.

## Ареал та місця існування
Яструб великий поширений у Європі, Азії та Північній Америці. В Україні трапляється на всій території. Заселяє переважно хвойні і листяні ліси. Віддає перевагу гніздуванню в лісі, який багатий старими і високими деревами, має середню освітленість і невеликі галявини або узлісся неподалік, для полювання.

## Чисельність
Це один з найпоширеніших хижих птахів Європи, його чисельність оцінюється у 160—210 тис. пар. В Україні, за оцінками, гніздиться 6,9—10,3 тис. пар

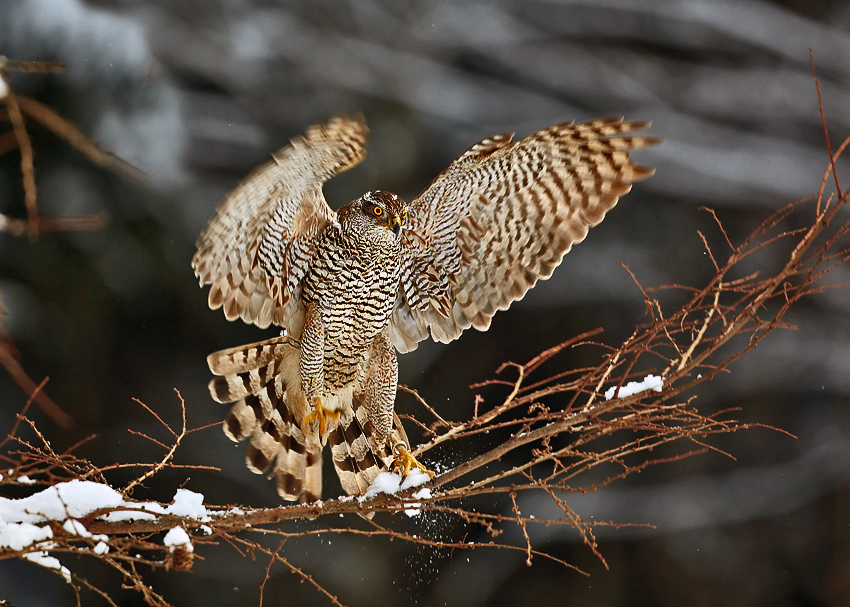

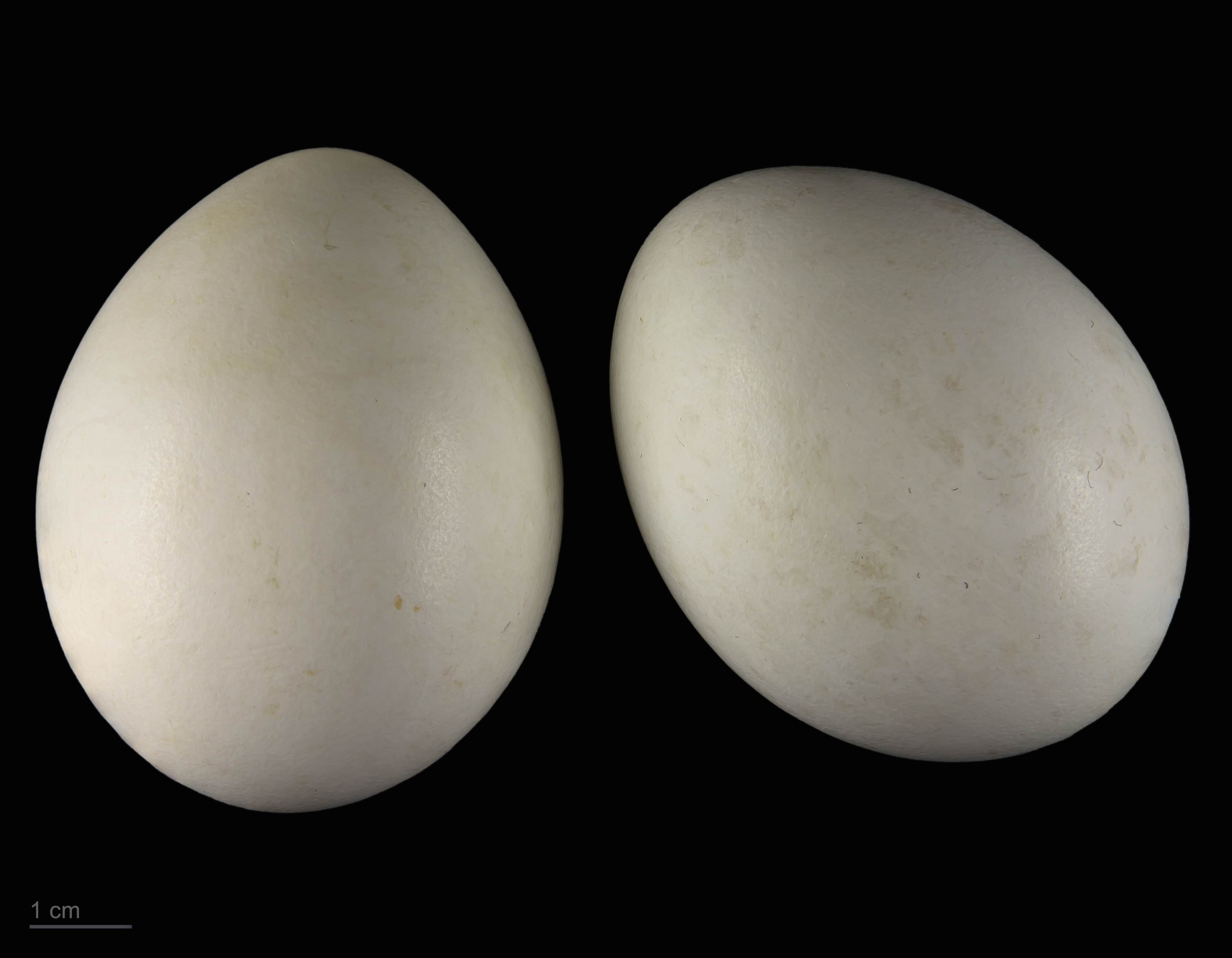
яйце Accipiter gentilis — Тулузький музей

## Розмноження
Період розмноження триває з початку квітня до середини червня. Пара починає будувати гніздо ще за два місяці до відкладання яєць. Зазвичай гніздо влаштоване на гілці біля стовбура або у розгалуженні стовбура. Гніздо має близько метра в діаметрі, розташовується переважно на висоті 10—25 м над землею і будується з сухих гілок, по краю лотка трапляються соснові гілки зі свіжою хвоєю. Відкладання яєць триває з початку квітня — у другій декаді цього місяця. Зазвичай самиця відкладає 2—4 яйця з інтервалом в 2—3 дні. Яйця шкарубкі на дотик, блакитно-білого кольору. Насиджування триває в середньому 37 діб. Пташенята зазвичай з'являються у гніздах з ІІІ декади травня. Молоді птахи перебувають у гнізді близько 45 діб. Після вильоту молодь ще не менше двох тижнів знаходиться у районі гнізда.

## Живлення, роль в екосистемах
Яструб великий живиться переважно птахами, яких добуває сам. 80—90 % здобичі складають дрозди, дятли, сойки, сірі ворони, граки, голуби. Значно рідше ловить він тетеруків, орябків, молодих глухарів, качок, домашню птицю; зрідка також зайців та вивірок.
У Німеччині встановлено, що пара яструбів великих на 30—50 квадратних кілометрів лісу буде не тільки нешкідливою, але й навіть корисною для підтримання здорового стану популяцій дичини. У Норвегії повністю знищили яструбів, щоб збільшити поголів'я білих куріпок. Вийшло ж навпаки — зникли яструби — катастрофічно почали вимирати куріпки. Вони помирали від хвороб, яким яструби не давали поширюватися, виловлюючи хворих птахів.

## Охорона
Як і інші види хижих птахів, яструб великий знаходиться під охороною, полювання на нього заборонене. В Європі має охоронний статус видів з найменшим ризиком.